# Международный день спортивного журналиста

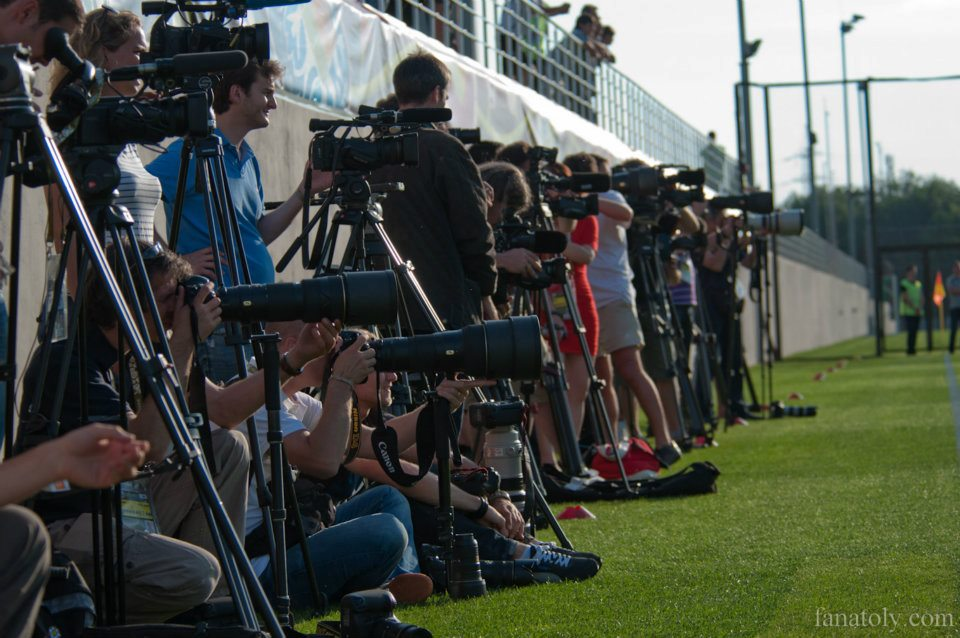
На тренировке

Международный день спортивного журналиста — профессиональный праздник, который отмечается ежегодно 2 июля.

## История возникновения МДСЖ

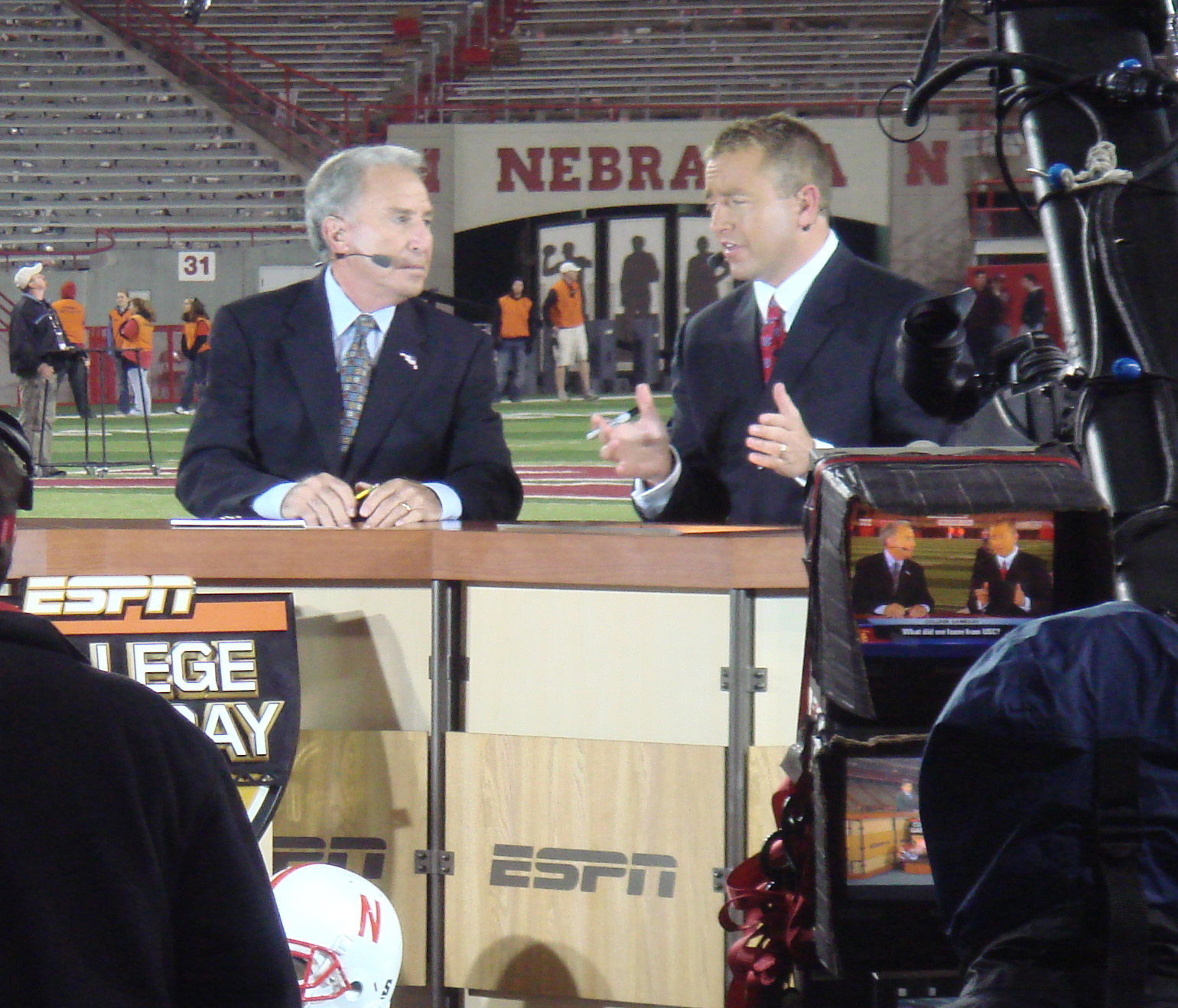
Спортивные журналисты за работой

Международный день спортивного журналиста отмечается с 1995 года по инициативе Международной ассоциации спортивной прессы.
Дата для праздника не случайна: в 1924 году в Париже была образована Международная ассоциация спортивной прессы (АИПС), которая ныне объединяет около полутораста национальных союзов журналистов. Произошло это 2 июля, и этот день и стал датой для этого международного праздника.

## Особенности празднования
В международный день спортивного журналиста АИПС и национальные ассоциации спортивных журналистов проводят торжественные заседания. Во многих странах в этот день награждаются лучшие представители средств массовой информации в области спорта. В России в этот день в редакциях многих газет, журналов, телевизионных каналов, информационных агентств, радиостанций чествуют лучших спортивных журналистов.
Ряд изданий 2-го июля проводят специальные спортивные мероприятия, на которых журналисты не только словом, но и делом могут доказать свою приверженность пропаганде физкультуры, спорта и здорового образа жизни.